# Kinh thưa
Kinh thưa (từ chuyên ngành – ''Oligomenorrhea'') là một trong những hình thái rối loạn kinh nguyệt. Trong đó điển hình là tình trạng kinh nguyệt không đều, khoảng cách của 2 lần có kinh kéo dài hơn 35 ngày, với trung bình có khoảng 4-9 kỳ kinh trong một năm. Chu kỳ kinh nguyệt trước đó vẫn bình thường (tức là khoảng 28 -32 ngày).

## Nguyên nhân
Kinh thưa có thể là một kết quả của prolactinoma (u tuyến yên phía trước). Nó cũng có thể được gây ra bởi nhiễm độc giáp, thay đổi hormone trong tiền mãn kinh, Hội chứng Prader-Willi, và bệnh Graves...
Việc nuôi con bằng sữa mẹ cũng đã được chứng minh có liên quan đến các bất thường của chu kỳ kinh nguyệt do nội tiết tố làm trì hoãn rụng trứng.[2]
Phụ nữ bị hội chứng buồng trứng đa nang (PCOS) cũng có khả năng bị kinh thưa. PCOS là một tình trạng mà trong đó các buồng trứng có đầy những u nang nhỏ. Đối với phụ nữ bị PCOS có kinh nguyệt không đều được xếp vào nhóm kinh thưa hoặc vô kinh nặng hơn so với những người không bị PCOS. Có khoảng 6% phụ nữ tiền mãn kinh có tình trạng này và có liên quan đến tăng tiết androgen.[2]
Những môn thể thao cần sức bền như chạy maraton hoặc bơi lội có thể ảnh hưởng đến sinh lý sinh sản của phụ nữ vận động viên. Nữ vận động viên chạy maraton  bơi lội  và vũ công ballet  có kinh nguyệt không thường xuyên hoặc vô kinh so với phụ nữ trong độ tuổi tương đương .Các mức độ bất thường kinh nguyệt là tỷ lệ thuận với cường độ thực hiện các bài tập.
Ví dụ trong nghiên cứu của Malina và cộng sự (1978), bất thường kinh nguyệt đã cho thấy là phổ biến hơn, và nghiêm trọng hơn giữa các người chơi tennis hơn giữa các người chơi golf .
Rối loạn ăn uống cũng có thể dẫn đến kinh thưa. Mặc dù các rối loạn kinh nguyệt có liên quan mạnh mẽ nhất với biếng ăn do tâm lý, nhưng với những trường hợp bị chứng cuồng ăn tâm lý cũng có thể dẫn đến vô kinh hoặc kinh thưa. Có một số tranh cãi liên quan đến cơ chế chính xác cho các rối loạn chu kỳ kinh nguyệt, vì người ta thấy rằng đôi khi tình trạng vô kinh có thể có trước tình trạng giảm cân nhanh, do đó một số nhà nghiên cứu đưa ra giả thiết rằng có thể một số hiện tượng thần kinh – nội tiết có liên quan đến vấn đề này, và kinh nguyệt không đều có thể liên quan đến cơ chế củng cố sinh học của các rối loạn, hơn là một kết quả của suy dinh dưỡng .